# Alevi Bektaşi Federasyonu
Die Alevi Bektaşi Federasyonu (ABF) (türkisch für Alevitisch-Bektaschitische Föderation) ist die türkische Dachorganisation von über 148 verschiedenen Organisationen der Aleviten und des damit verbundenen Derwischordens der Bektaschiten.
Die Organisation, dessen Generalsekretär (Stand April 2013) Ali Balkız ist, wurde 2002 in der Amtszeit des Ministerpräsidenten Bülent Ecevit gegründet und hat ihren Sitz in der türkischen Hauptstadt Ankara. Balkız' Vorgänger war Selahattin Özel. Unterteilt wird die Föderation in die drei getrennten Körperschaften des Allgemeinen Vorstands (Genel Yönetim Kurulu), eines Aufsichtsrats (Denetleme Kurulu) und einer Disziplinarkommission (Disiplin Kurulu).
Die Föderation kritisiert unter anderem, dass die alevitische Minderheit in der Türkei assimiliert wird.
Die Föderation soll auch internationale Kontakte zu 495 alevitischen und bektaschitischen Organisationen und Vereinen in ganz Europa wie der Alevitischen Gemeinde Deutschland und dem Bund der Alevitischen Jugendlichen in Deutschland haben.